# Technique et grammaire cinématographiques
L’ambition de cet article — revu après 7 ans de solitude — est de répertorier les articles parus en français dans Wikipédia concernant le personnel et le matériel nécessaires à la production audiovisuelle (film de cinéma, téléfilm, documentaire, dessin animé et de toute production audiovisuelle en général), depuis la conception du projet, en passant par la préproduction, le tournage et enfin la postproduction et la distribution. Il le complète par l'énoncé des éléments de l'expression cinématographique, tels qu'ils sont définis dans le livre Grammaire du cinéma : « Ce que nous appelons dans ce livre les « points de grammaire » n’ont rien à voir avec ceux de la littérature, ils ne sont pas non plus les règles ou les recettes d’un « comment filmer », ils sont les éléments fondateurs d’un nouveau langage construit pas à pas. » Par exemple, un travelling est autant une technique (dolly, rails, voiture-travelling...) qu'un élément de langage (plan-séquence, travelling contrarié...).
Films : Le cinéma se caractérise par le produit artistique qui en découle : les films, quel que soit le moyen de diffusion, aussi bien dans les temps anciens (Théâtre optique, pantomimes lumineuses, kinétoscope (Kinetoscope Parlors), que dans la longue période des salles de cinéma argentique ou dans l’actuelle période du cinéma numérique, avec les projections dans les salles, ou sur l’écran à cristaux liquides ou l’écran à plasma des particuliers, ou les Iphones, et toute technique à venir permettant la confection et la diffusion de films.

## Scénario
Le « scénar », point de départ d’un film, idée laborieuse ou lumineuse 

## Scénariste
Écrivain spécialisé dans le cinéma.

### Synopsis
« Une première mise en forme de la matière première narrative du film. »

## Dialoguiste
Pour seconder le scénariste, ou spécialiste des versions doublées.

### Script
« Thomas Harper Ince impose la rédaction préalable d’un shooting script, en français le découpage technique, qui découpe le scénario en plans décrits en détail, la lumière, le cadrage, l’éventuel mouvement de caméra. »

### Séquence
- Définition 1 : « suite de scènes (ou scène unique) constituant une action dramatique autonome ou distincte[5]. »
- Définition 2 : « un ensemble de plans situés dans le même temps et dans le même lieu est une séquence[6]. »

### Scène
- Définition 1 : « suite de plans (ou plan unique) se déroulant dans un même lieu, avec une continuité temporelle, et présentant une cohérence dramatique[7]. »
- Définition 2 : « une ou plusieurs séquences se rapportant à une même action, se déroulant en plusieurs lieux et en plusieurs temps, forment ce que l’on appelle génériquement une scène[8]. »

### Adaptation cinématographique
« Il n’est pas impossible que la France soit la plus grande spécialiste des adaptations littéraires (...) Les Américains adaptent beaucoup de romans mais ce sont souvent des œuvres mineures. »
- Court métrage
- Moyen métrage
- Long métrage
- Téléfilm
- Série télévisée
- Clip
- Publicité
- Documentaire

## Préproduction
Prélude à la réalisation d’un film.

## Réalisation
« Les bandes tournées par Dickson sont à proprement parler les premiers films. »
- Pitch

Captiver financiers et diffuseurs par un bref résumé du film.

### Réalisateur
William Kennedy Laurie Dickson fut le premier réalisateur de films.

#### Casting
« Recherche des interprètes d’un film et répartition des rôles. »
- Acteur
- Silhouette
- Figurant
- Cascadeur

#### Repérage
« Recherche de décors réels, extérieurs et intérieurs, qui serviront de lieux de tournage. »
- Chercheur de champs

Viseur portatif qui permet de chercher et déterminer la meilleure place de la caméra.
- Storyboard
- Assistant réalisateur

Aide de camp du réalisateur. Cri spécifique : « Silence, on tourne ! »
- Plan de travail

« Tableau établissat jour après jour la liste des plans à tourner. »
- Scripte

La (ou le) secrétaire de plateau contrôle des raccords de tournage et établit chaque jour le bilan des plans réalisés, et leur présélection.

### Chef décorateur
Créateur des décors originaux construits, ou adaptateur de décors réels.
- Décor
- Ensemblier

Chargé de trouver, louer, acheter ou faire fabriquer les meubles d’un décor (studio ou intérieur naturel).
- Studio de cinéma
- Plateau de cinéma
- Accessoiriste

### Costumier
- Habilleuse

## Production
« Par ailleurs, le cinéma est une industrie. »

### Directeur de production
Directeur financier d’un tournage.

#### Administrateur de production
Sous les ordres du directeur de production pour régler tout problème administratif.

#### Régisseur général
Sous les ordres du directeur de production pour régler tout problème d’ordre pratique.
- Secrétaire de production
- Assistant de production

## Tournage
L’action de filmer.

## Prise de vues cinématographique
Les moyens du tournage.

### Caméra
Faux amis : en anglais, camera désigne un appareil photo. Attention donc aux inventeurs de cameras, qui n’ont rien à voir avec le cinéma.
- Photogramme

Chacune des « images » enregistrées par une caméra.
- Ratio d’image

Rapport largeur/hauteur d’un photogramme.

#### Caméras argentiques
Muséologie : De la caméra Kinétographe, premier appareil de prise de vues cinématographique (1890), aux dernières caméras utilisant la pellicule photographique inventée par John Carbutt en 1888.
- Magasin de pellicule

Muséologie : La partie de la caméra où se déroule la pellicule vierge et où elle est stockée après exposition.
- Perforations de la pellicule

Muséologie : « Edison fit accomplir au cinéma une étape décisive en créant le film moderne de 35 mm, à quatre paires de perforations par image. »
- Couloir du film

Muséologie : Le lieu même de la magie du cinéma, quand la pellicule passe derrière l’objectif.
- Fenêtre de cadrage du film

Muséologie : Le rectangle découpé dans le couloir, qui délimite la surface du photogramme.
- Griffe

Muséologie : L’apport personnel de Louis Lumière au cinéma, la ou les pointes en acier qui pénètrent dans les perforations pour entraîner la pellicule par intermittence (16 fois par seconde dans le cinéma muet, 24 fois par seconde dans le cinéma sonore).
- Contre-griffe

Muséologie : Cette ou ces griffes se placent dans les perforations au moment de l’exposition du photogramme afin d’assurer sa parfaite fixité.
- Boucle de Latham

Muséologie : Sans boucles de Latham, il n’y aurait pas eu de longs métrages. 
- Obturateur à disque mobile

Muséologie : Disque rotatif qui « s’intercale entre l’objectif et le film, au moment où celui-ci se déplace d’une image déjà prise, à l’autre qui est à prendre. »
- Différents formats 1
- Différents formats 2
- 35 mm

Muséologie : Exacte moitié de la pellicule souple, transparente et résistante, d’une largeur de 70 mm, commercialisée pour la photographie par George Eastman (le futur Kodak) en 1889.
- 16 mm

Muséologie : Format amateur lancé par Kodak en 1923. La variante Super 16 est née en 1969.
- Format 70 mm

Muséologie : Format de tournage : 65 mm, auquel on adjoint 5 mm pour les bandes sonores des copies (70 mm). 
- Film 9,5 mm

Muséologie : Format amateur propose par Charles Pathé.
- Film 8 mm

Muséologie
- Film 17,5 mm

Muséologie : Tentative de concurrence du 16 mm initiée par Charles Pathé, avortée.
- Longueur des films

Muséologie
- Durée des films
- Prise de vues réelles

Ce sont des prises de vues normales, appelées ainsi car on les destine à être mélangées à des prises de vues d’animation.

#### Cadences de prise de vues
Muséologie : La variation de cette cadence est gigantesque. Elle commence par « 1 image » tous les jours (ou moins encore) à quelques millions d’images par seconde (cinéma scientifique).
- Accéléré

Muséologie : Plus on ralentit la cadence de prise de vues, plus l’accéléré sera important. 
En numérique, le procédé accéléré est obtenu différemment.
- Ralenti

Muséologie : Plus on augmente la cadence de prise de vues, plus le ralenti sera grand. 
En numérique, le procédé ralenti est obtenu différemment.

#### Animation avec caméra
- Technique d’animation
- Dessin animé
- Peinture animée
- Cellulo
- Pixilation
- Anime
- Animation en volume
- Animation de pâte à modeler
- Animation de sable
- Animation de silhouettes
- Cut-out
- animation limitée
- Chef animateur
- Intervalliste
- Coloriste
- Peinture ombre
- Animation procédurale
- Animation de propagande

#### Animation sans caméra
- Animation par ordinateur
- Animation 3D
- Gravure sur pellicule

Muséologie

### Plan
- Cadreur

Le technicien qui manœuvre la caméra (parfois, mais rarement, le réalisateur tient aussi ce rôle).
- Viseur de caméra
- Cadrage

Le souci numéro 1 d’un tournage.
- Trépied de caméra
- Praticable

Plateau démontable qui permet de positionner en hauteur la caméra.
- Premier assistant opérateur

Pendant le tournage, il s’occupe de faire le point de l’objectif sur le sujet quand celui-ci (ou la caméra) se déplace.
- Banc-titre

Support de caméra pour filmer des documents (photos, papiers, dessins). « Banc d’animation » : pour filmer les cellos.
- Gros plan

Apport de George Albert Smith et de James Williamson, cinéastes britanniques innovants du début du XXe siècle, qui « appelaient le gros plan a magnificent view, une vue agrandie, c’est-à-dire magnifiée. »
- Plan américain

« Ainsi nommé en Europe parce que son emploi fut caractéristique des films de Thomas H. Ince et très remarqué par les cinéastes français. »

### Champ
Ce que « voit » la caméra, à l’instant et ce qu’elle « verra » au cours de son déplacement éventuel (panoramique ou travelling). Fondamental.
- Axe de prise de vues

« Liberté de placer sa caméra là où [le réalisateur] la veut, dans l’axe qu’il désire. »
- Plongée

« Quand on est sur la montagne, on baisse la tête pour contempler la plaine. » Même chose quand on incline l’axe de prise de vues vers le bas.
- Contre-plongée

« Quand on est dans la plaine, on lève la tête pour admirer le sommet de la montagne. » Même chose quand on incline l’axe de prise de vues vers le haut.
- Hors-champ

En dehors des limites de ce que « voit » la caméra. L’équipe et son matériel se tiennent hors champ.
- Champ-contrechamp

Après le tournage d’un plan sur un sujet, le contrechamp est le même sujet filmé selon un axe situé à 180° du premier.
- Plan subjectif

Ce que voit un personnage, la caméra empruntant son regard.
- Caméra subjective

### Mouvements de caméra
Fait varier le champ de la caméra (ce qu’elle « voit ») par une rotation de son axe de prise de vues (panoramique) ou son déplacement (travellings, etc).

#### Chef machiniste
Assure avec son équipe le positionnement de la caméra et son éventuel déplacement au cours de la prise de vues.
- Machiniste
- Machinerie
- Panoramique

« Les panoramiques copient l’un des mouvements les plus naturels de l’être humain, qui est de tourner la tête » à droite, à gauche, en bas, en haut.
- Tête de caméra

Permet la modification de l’axe de prise de vues et l’accomplissement des panoramiques.
- Steadicam

Système stabilisateur de l’image quand la caméra est portée par le cadreur, hors pied.
- Opérateur steadicam

#### Travelling
Déplacement dans l’espace de la caméra lors d’une prise de vues, pour accompagner un sujet, le montrer sous un autre axe, ou se rapprocher ou s’éloigner de lui.
- Rail de travelling
- Travelling contrarié

Zoom avant et travelling arrière, travelling avant et zoom arrière produisent un effet spécifique où le décor semble coulisser en se déformant derrière le sujet.
- Voiture travelling
- Dolly

Support de caméra pouvant se déplacer avec elle sur rail ou sur pneus.
- Grue
- Plan incliné
- Louma

Bras de portage et d’élévation de la caméra seule, le cadreur agit par télécommande.

#### Objectif photographique
- Objectif de longue focale

De face : ralentit la vitesse de déplacement du sujet filmé. De côté : l’augmente.
- Objectif grand angle

De face : augmente la vitesse de déplacement du sujet filmé. De côté : la ralentit.
- Objectif fisheye

Effet identique mais très déformant.
- Zoom

Objectif qui permet un semblant de déplacement avant ou arrière d’une caméra fixe.
- Photographe de plateau

Prend les photos de tournage, nécessaires à la publicité du film et à l’histoire du cinéma.

### Directeur de la photographie
Le grand maître des éclairages d’un film, dirige la mise en place des lumières.

#### Deuxième assistant opérateur
Assure le chargement des magasins de la caméra, et la pérennité de la pellicule (caméras argentiques) et son transfert au laboratoire. Même souci pour le cinéma numérique mais avec des disques durs ou mémoires de masse.

#### Éclairagiste
Règle les éclairages selon les indications du directeur de la photographie.
- Éclairage
- Contre-jour
- Basses lumières
- Flaire
- Nuit américaine
- Luxmètre
- Posemètre

### Effets spéciaux
Très longtemps, et beaucoup moins souvent actuellement, les effets spéciaux étaient exécutés directement sur le plateau, pendant la prise de vues. Ils ont été ensuite confiés aux laboratoires et sont l’apanage aujourd’hui de sociétés spécialisées dans les trucages numériques.
- Animatronique
- Rotoscopie

Procédé de trucage où l’on filme à nouveau chaque photogramme développé d’un plan en le transformant par l’intervention d’un dessinateur spécialisé.

## Son au cinéma

### Design sonore
(Sound Designer en anglais) : Créatif chargé d’imaginer un environnement sonore spécifique à un film.

### Chef-opérateur du son
Le « preneur de son », ou anciennement l’« ingénieur du son », installé dans un coin sous son casque, dirige son adjoint, le perchman, qui tient et oriente le micro au bout d’une perche pour saisir le son direct dans les meilleures conditions.
- Perchman
- Cinéma muet

N’a été ainsi appelé que rétrospectivement, après la venue du cinéma sonore (environ 1930).
- Enregistrement sonore

## Musique de film
La musique originale d’un film est l’œuvre d’un compositeur et à ce titre, elle est considérée comme création artistique à part entière.

## Postproduction
Tous les plans prévus ont été tournés et réussis, et sont « dans la boîte ». La phase qui succède au tournage est la postproduction qui va finaliser le film.

### Directeur de postproduction
Assure cette finalisation en engageant le personnel spécialisé, en louant les locaux adéquats et en commandant les travaux complémentaires (effets spéciaux).

## Montage
Mise bout à bout des plans, séquences, scènes, selon les prévisions du découpage technique (script), et modifications éventuelles de cet ordre tel qu’il avait été imaginé par le scénariste et par le réalisateur.

### Monteur
- Raccords

1. Raccords (tournage) : tout élément visuel qui se remarque dans un plan (dans l’ordre chronologique du découpage technique) doit être vu à l’identique dans le plan suivant et ainsi qu’il était dans le plan précédent, il doit être « raccord ». La scripte y veille.
2. Raccords (montage) : « Continuité d’un plan à un autre assuré par le choix judicieux des points de coupe[24]. » La véracité d’une action en dépend, même dans un montage rapide et resserré.

- Plan-séquence

Plan long filmé en mouvement (généralement en travelling), insistant sur la durée tout autant que l’espace.
- Plan sur plan

Jump Cut en anglais, suite de deux plans ayant exactement (ou à peu-près) le même cadrage, donnant l’impression d’une saute (voulue ou pas) dans le temps. 
- Son diégétique et extradiégétique

Définitions non professionnelles émanant de chercheurs universitaires.
- Effet Koulechov

Expérience soviétique dont il ne reste aucune trace filmée, tendant à prouver l’effet que provoque au niveau du sens un plan lorsqu’il est suivi par un autre (base du montage).
- Fondus

Georges Méliès, rétif aux découvertes de ses amis de l’École de Brighton, « utilise le fondu enchaîné lorsqu’il passe d’un décor à l’autre. Illusionniste, escamoteur hors pair, magicien, prestidigitateur, on comprend qu’il éprouve quelque réticence à souligner la manipulation que représente toute collure. » Il repousse le principe du montage.
- Volets

Autre nouveauté de Méliès, importée des projections de lanternes magiques.
- Intertitres
- Sous-titrage
- Split screen

Écran divisé en plusieurs zones (comme autant de plans perçus simultanément). 
- Postsynchronisation

« Ensemble des techniques permettant la synchronisation de l’image et du son postérieurement à leur enregistrement. »
- Voix intérieure

On voit le personnage, on entend sa pensée intime, mais il n’ouvre pas la bouche. 
- Voix off

On entend la voix d’un personnage qui commente plusieurs images dans lesquelles il apparaît ou pas.
- Monteur son

Finalise le regroupement sur plusieurs voies de tous les sons du film (son direct, son postsynchronisé, bruitage, musique) en préparation au mixage.
- Doublage

### Bruiteur
Ajoute des bruits manquant au montage, ou les remplace par de meilleurs bruits. Refait l’intégralité des ambiances sonores pour effectuer les versions françaises de films en langue étrangère.

## Mixage audio
« Opération de synthèse qui consiste à assurer le mélange équilibré et corrigé des différentes bandes sonores en une bande unique. »

### Mixeur
- Bande-son

## Étalonnage
« Équilibrage plan par plan et égalisation relative des lumières et des dominances colorées au niveau de l’ensemble du film pour le tirage des copies de série » ou des données numériques.

## Distribution de films
Ne pas confondre avec le casting. La distribution sur le marché couvre l’alimentation en films des salles de cinéma et le plus souvent la vente (DVD, BlueRay) ou la location (VOD) aux particuliers.
- Tireuse cinématographique

Muséologie : Machine à faire les copies des films argentiques.
- DVD
- Disque Blu-ray
- Vidéo à la demande

### Exploitation cinématographique
Le réseau des salles de cinéma.
- Affiche de cinéma
- Exploitant de salle de cinéma
- Salle de cinéma
  - Projection cinématographique
  - Croix de Malte Muséologie : a remplacé la fragile griffe de la caméra dans les appareils de projection argentique.
  - Ciné-club
  - Cinéphilie
  - Écran de cinéma